# Kolodnîțea, Kovel
Kolodnîțea (în ucraineană Колодниця) este un sat în comuna Bilîn din raionul Kovel, regiunea Volînia, Ucraina.

## Demografie
Componența lingvistică a localității Kolodnîțea
     Ucraineană (100%)
Conform recensământului din 2001, toată populația localității Kolodnîțea era vorbitoare de ucraineană (100%).